# Athyrium microphyllum
Athyrium microphyllum är en majbräkenväxtart som först beskrevs av James Edward Smith och som fick sitt nu gällande namn av Arthur Hugh Garfit Alston.
Athyrium microphyllum ingår i släktet Athyrium och familjen Athyriaceae. Inga underarter finns listade i Catalogue of Life.

## Bildgalleri

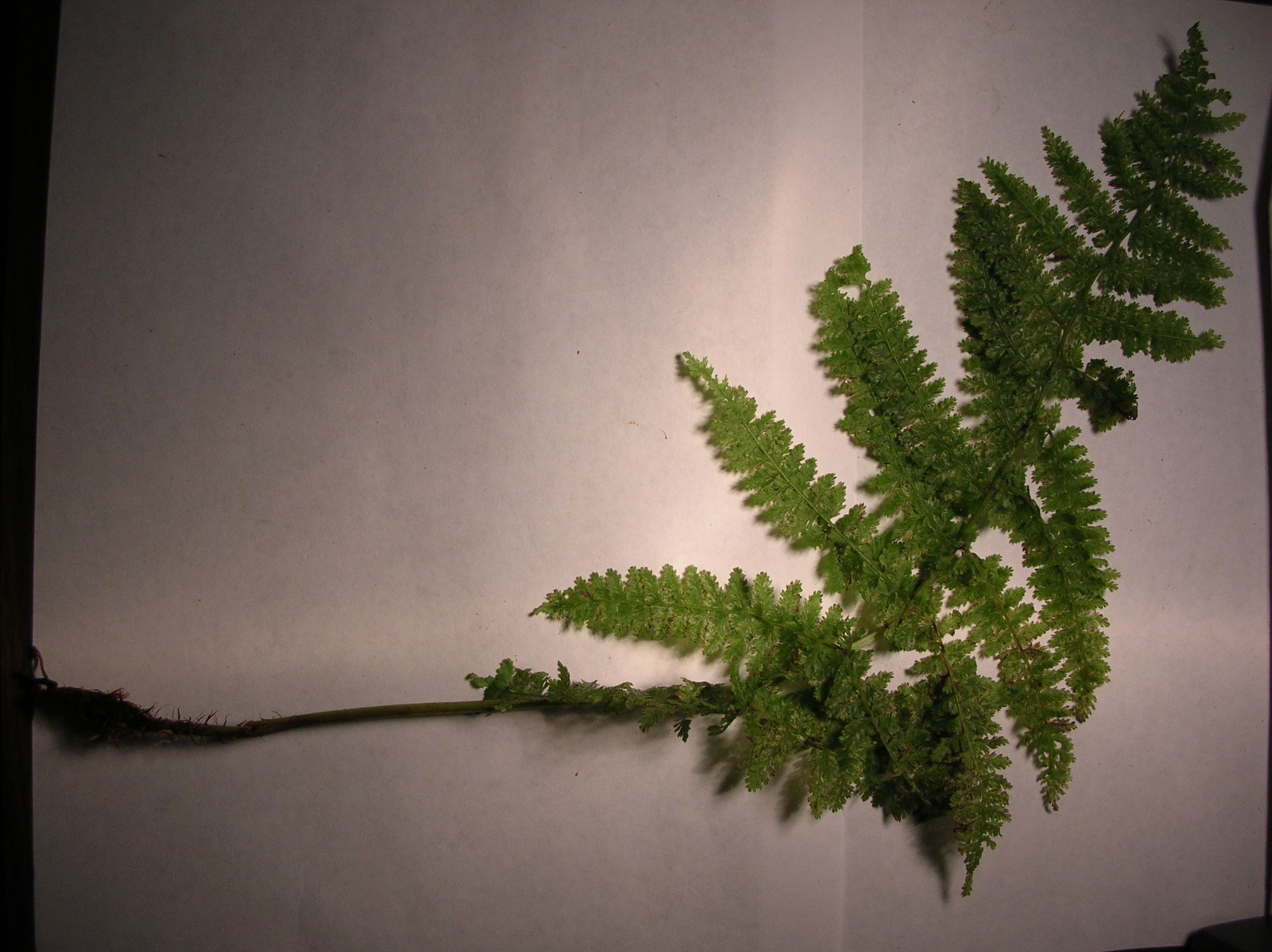
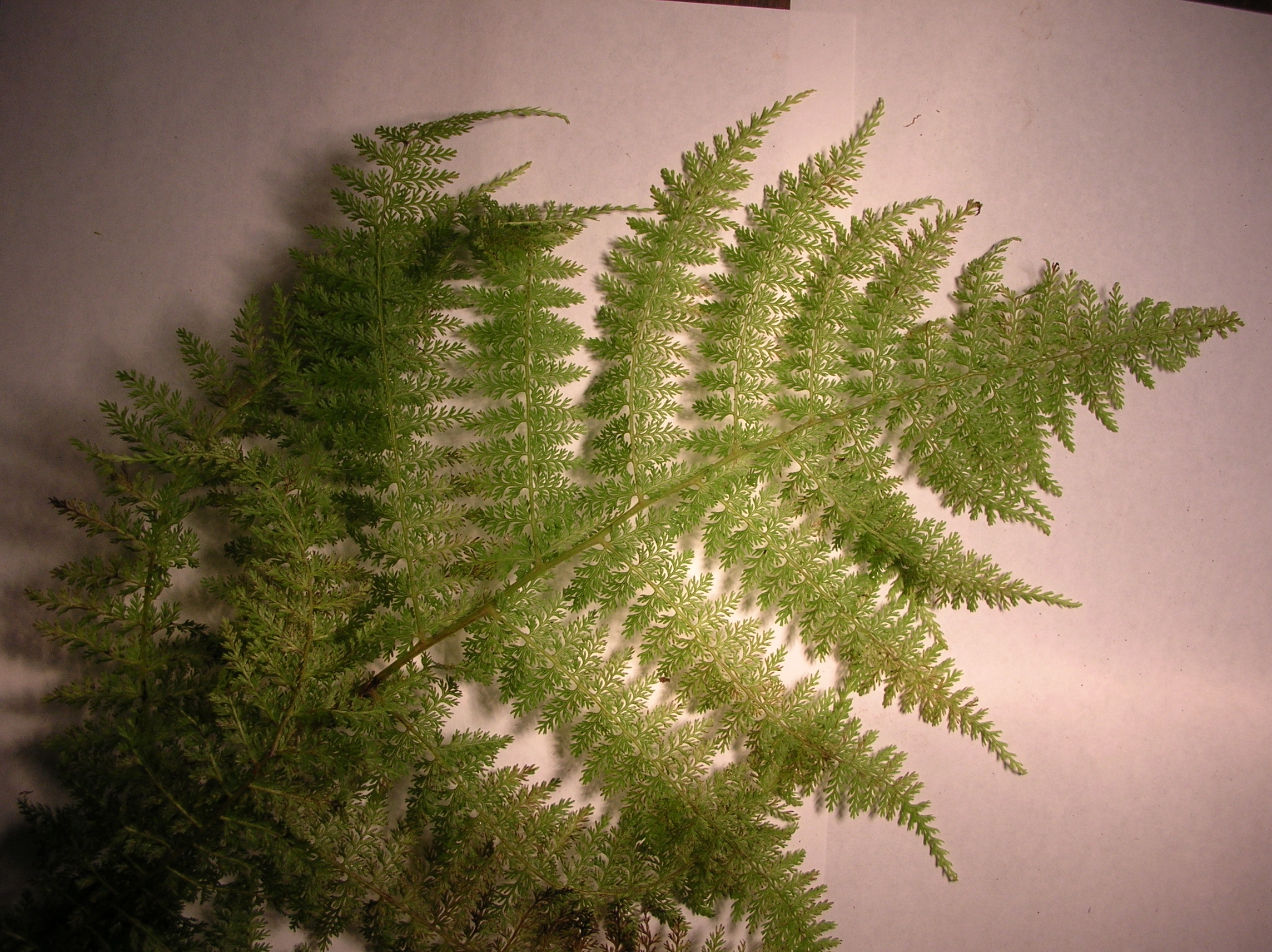
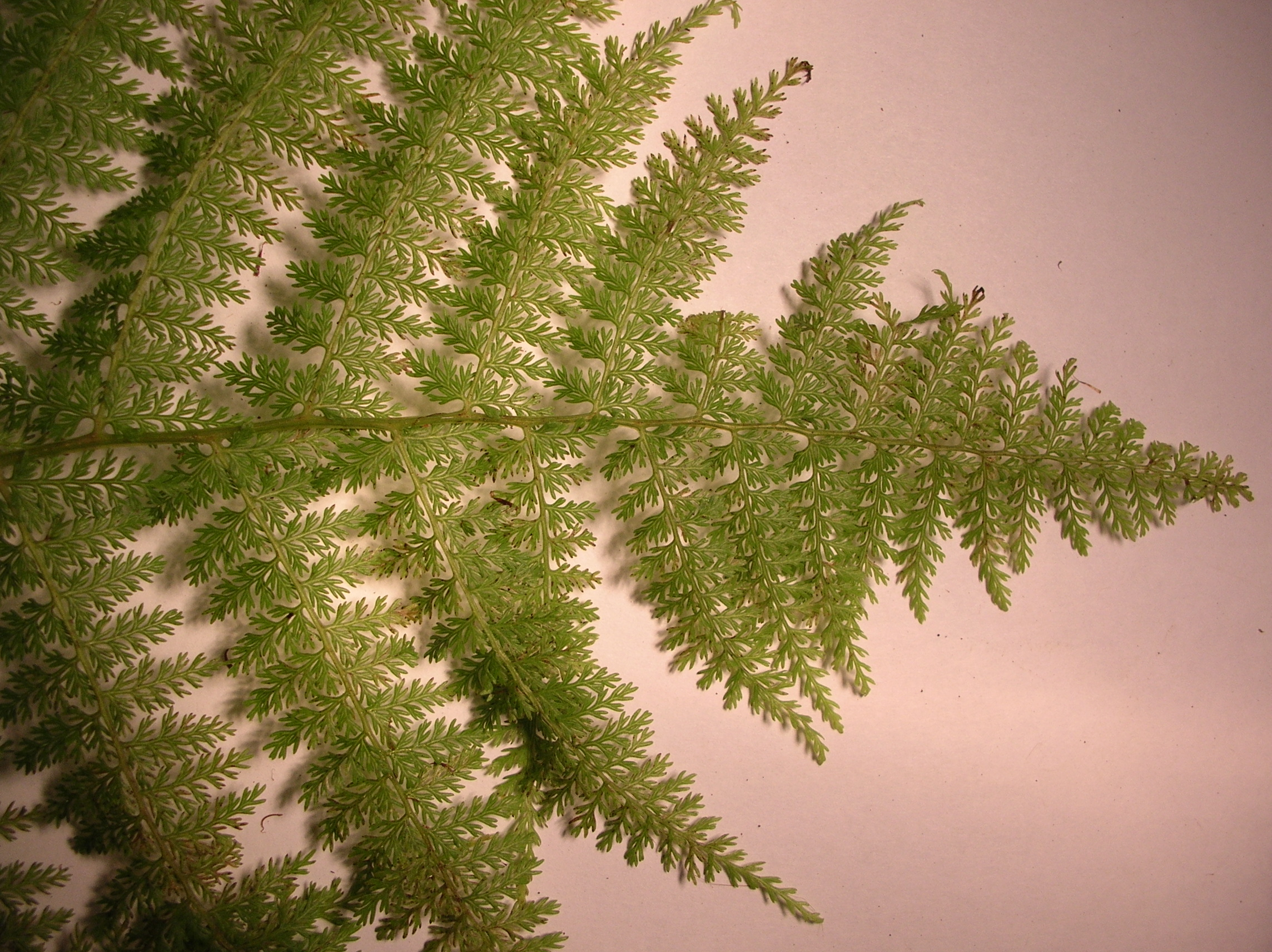
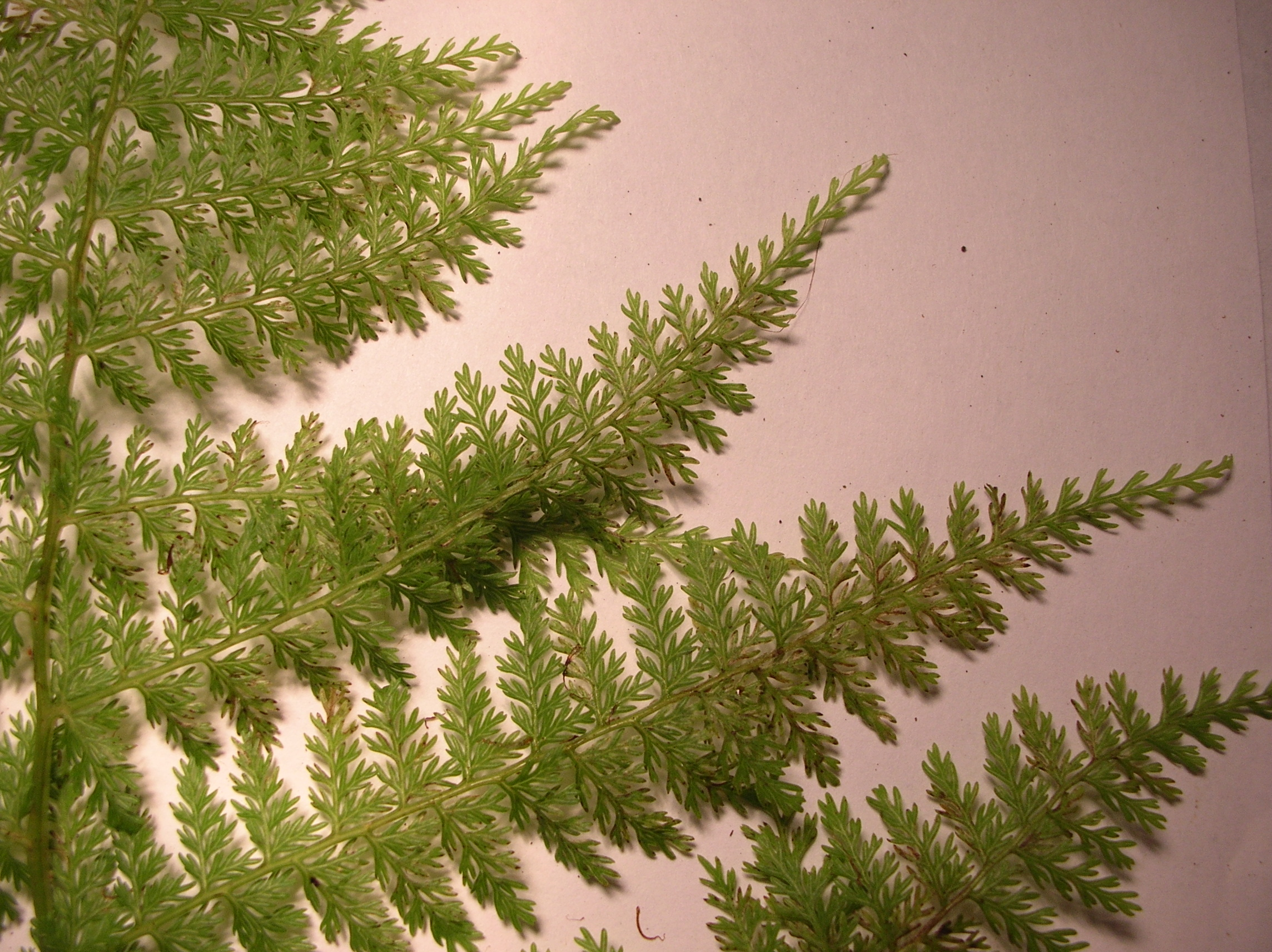
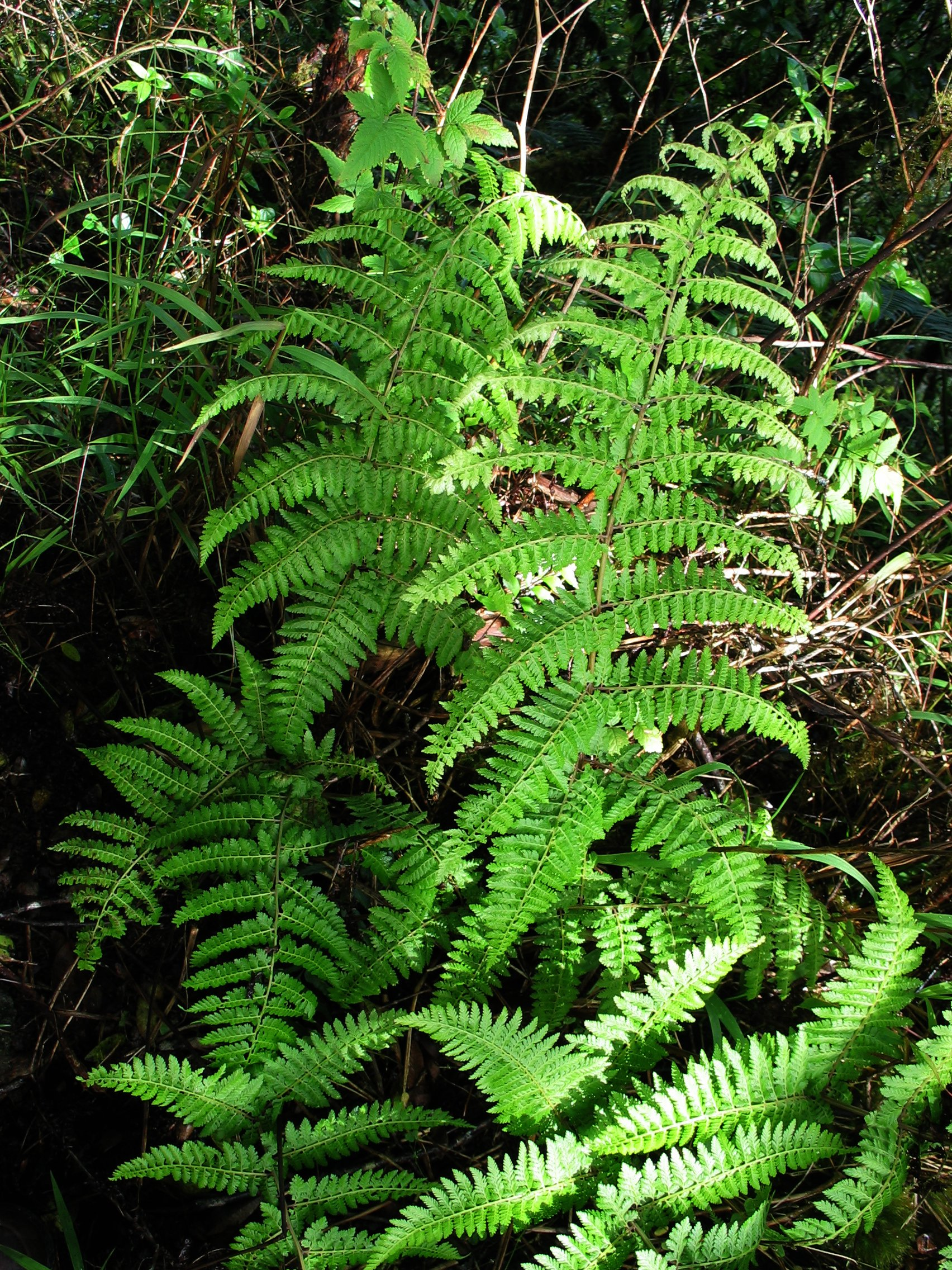
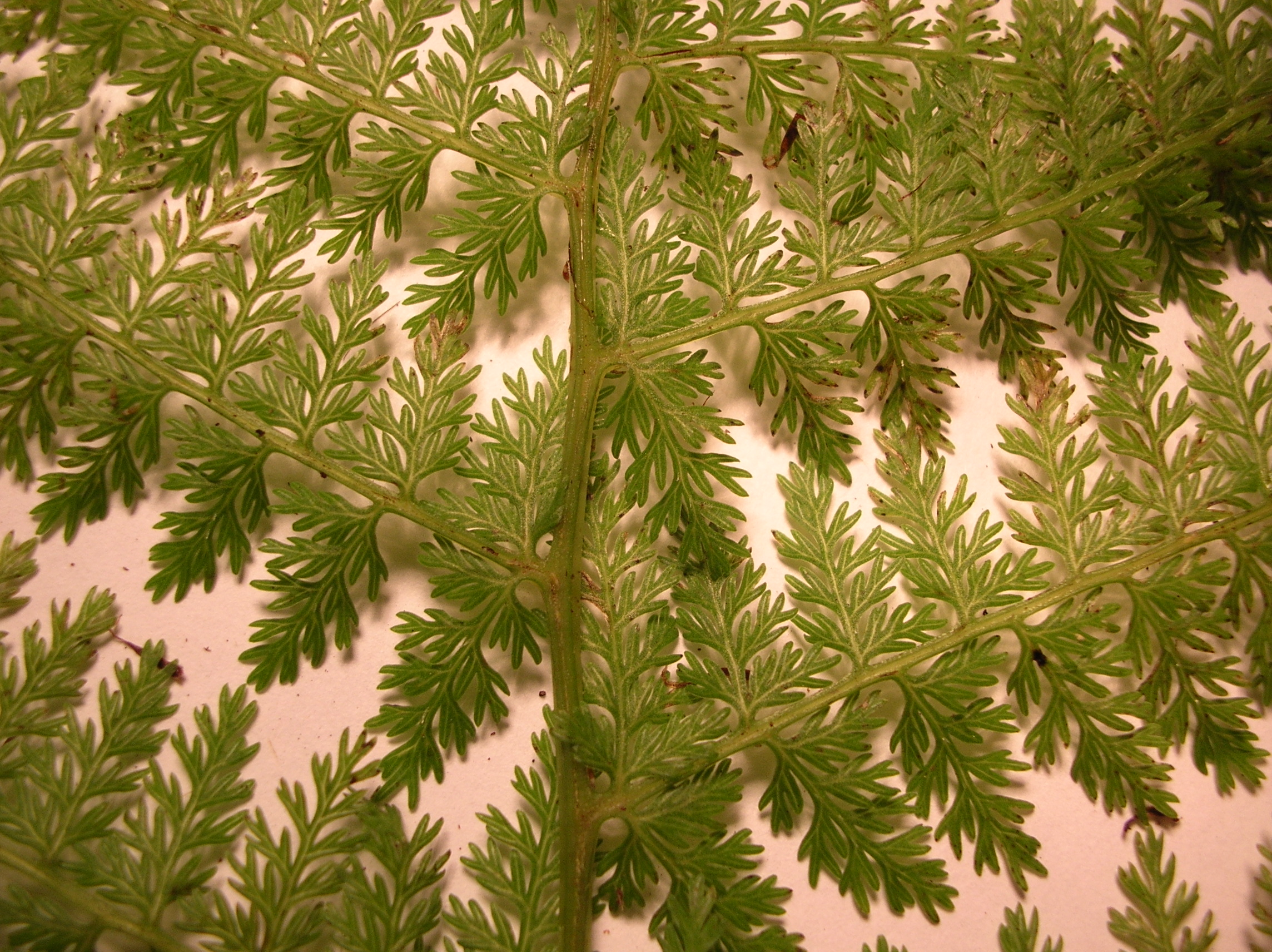